# Cerkiew Świętych Konstantyna i Heleny w Zgorzelcu
Cerkiew pod wezwaniem Świętych Równych Apostołom Konstantyna i Heleny – prawosławna cerkiew parafialna w Zgorzelcu. Należy do dekanatu Lubin diecezji wrocławsko-szczecińskiej Polskiego Autokefalicznego Kościoła Prawosławnego. Świątynia tymczasowa.
Jest to niewielka drewniana świątynia (o powierzchni 46 m²), zlokalizowana przy Placu Świętych Konstantyna i Heleny (dawniej część ulicy Lubańskiej), wybudowana w latach 2001–2002 w stylu słowiańskim, konsekrowana 29 maja 2002. Posiada jedną cebulastą blaszaną kopułę, osadzoną na ośmiobocznej wieżyczce (nad nawą). Dachy dwukalenicowe, kryte gontem. Od frontu kruchta z wejściem poprzedzonym zadaszonym gankiem, wspartym na dwóch słupach. Prezbiterium mniejsze od nawy, zamknięte prostokątnie. Wewnątrz strop o przekroju trapezu z płaskimi odcinkami bocznymi. Ikonostas współczesny, wykonany w Zgorzelcu.
Cerkiew wzniesiono przy znacznym wsparciu lokalnej społeczności greckiej.
W dniach 15–17 lipca 2013 dokonano przesunięcia cerkwi na nowe miejsce, w związku z planami budowy większej (o powierzchni 139 m²), murowanej świątyni. Wstępne prace budowlane rozpoczęto 11 kwietnia 2014.